# Enamelina
Enamelina – białko wchodzące w skład szkliwa. Około 30% tzw. preszkliwa składa się z białek, których 1% stanowi enamelina. Białko enameliny kodowane jest przez gen ENAM zlokalizowany na chromosomie 4 w locus 4q13.3. Inne białka szkliwa to amelogenina, ameloblastyna i tuftelina. Mutacja w genie ENAM powoduje zaburzenie rozwojowe szkliwa,  znane jako amelogenesis imperfecta.